# 杜青林
杜青林（と せいりん）は、中華人民共和国の政治家。全国政治協商会議全国委員会副主席を務める。吉林大学法律系修士課程修了。

## 人物
杜青林は、早い時期から中国第一自動車製造工場及び共産党青年団吉林省委員会で仕事を勤め始めた。1984年から1991年まで、吉林省長春市党委員会副書記、中国共産党吉林省委員会委員、同組織部長、吉林省委員会副書記を歴任した。1992年から中共海南省委員、同常任委員、副書記を歴任後、翌1993年、海南省第1期人民代表大会常務委員会主任に選出された。同年、第2期中共海南省委員会副書記に選出される。1998年から2001年まで海南省委員会書記。2001年から2006年まで農業部長を務めた。
その後、中共四川省委員会書記、四川省人民代表大会常務委員会主任等を歴任後、2007年、劉延東（中共中央政治局委員）の後任として、中共中央統戦部長に就任した。また、2008年には、第11期全国政治協商会議第1回会議において、全国委員会副主席に選出された（副主席25名中、第3位）。